# Karl Donabauer
Karl Donabauer (* 19. Mai 1945 in Landstetten, Niederösterreich) ist ein österreichischer Landwirt, Politiker (ÖVP) und Abgeordneter zum österreichischen Nationalrat.

## Schul- und Ausbildung
Karl Donabauer besuchte die Volks- und Hauptschule und schloss im Anschluss die Berufsfachschule mit der Meisterprüfung ab (Landwirtschaftsmeister seit 1968). Als Landwirt ist er seit 1973 Betriebsführer und wurde 1995 zum Ökonomierat ernannt. Nach seiner Berufsausbildung besuchte Donabauer die Sozialakademie, wo er sich insbesondere mit den Themen „Soziale Absicherung“ und „Generationenvertrag und Solidarität“ beschäftigte.

## Politische Laufbahn
Karl Donabauer begann seine politische Karriere 1969 als Gemeindeparteiobmann der ÖVP Gerolding (bis 1992). Bereits im Alter von 25 Jahren wurde Karl Donabauer Bürgermeister der Gemeinde Dunkelsteinerwald in Niederösterreich. Dieses Amt übte er bis 1992 aus. Seit 1974 ist Donabauer in der Sozialversicherung der Bauern tätig. Zuerst war er Mitglied des Überwachungsausschusses (heute Kontrollversammlung), 1989 wurde er zum Obmann der Sozialversicherungsanstalt der Bauern gewählt. Zwischen 1990 und 1994 übte Donabauer auch das Amt des Vizepräsidenten der Niederösterreichischen Landes-Landwirtschaftskammer aus. Seit 1992 ist er Bezirksparteiobmann der ÖVP Melk und seit 2002 Mitglied der österreichischen Delegation zur Parlamentarischen Versammlung des Europarates.
Donabauer ist seit 7. November 1994 ununterbrochen Mitglied des österreichischen Nationalrates und wurde bei den Wahlen 2006 über den Wahlkreis 3C (Mostviertel) gewählt. Seine politischen Schwerpunkte liegen im Bereich der nachhaltigen Beschäftigung (Aus- und Weiterbildung), der Entwicklung von Betrieben und der Landwirtschaft, im Sozialbereich, der medizinischen Versorgung und in der Vereins- und Freiwilligenarbeit.
In der Legislaturperiode bis 2013 ist er Mitglied in folgenden Ausschüssen:
Hauptausschuss; Ständiger Unterausschuss in Angelegenheiten der Europäischen Union; Unterausschuss des Verfassungsausschusses; Ausschuss für Arbeit und Soziales; Gesundheitsausschuss; Verfassungsausschuss.

## Privates
Karl Donabauer ist verheiratet und hat vier Kinder.

## Auszeichnungen
- 1995: Ökonomierat
- 2004: Großes Goldenes Ehrenzeichen für Verdienste um die Republik Österreich[2]
- Silbernes Ehrenzeichen für Verdienste um die Republik Österreich